# Нортборо (Масачусетс)
Нортборо (енгл. Northborough) насељено је место без административног статуса у америчкој савезној држави Масачусетс.

## Демографија
По попису из 2010. године број становника је 6.167, што је 90 (-1,4%) становника мање него 2000. године.
| Група             | 2000.         | 2010.         |
| Белци             | 5.806 (92,8%) | 5.319 (86,2%) |
| Афроамериканци    | 43 (0,7%)     | 65 (1,1%)     |
| Азијати           | 263 (4,2%)    | 460 (7,5%)    |
| Хиспаноамериканци | 76 (1,2%)     | 182 (3,0%)    |
| Укупно            | 6.257         | 6.167         |